# فهرست آژانس‌های ایالت واشینگتن
فهرست آژانس‌های ایالت واشینگتن (انگلیسی: List of Washington state agencies)شامل ۱۹۰ آزانس، ارگان و کمیسیارهای مختلف می‌باشد. 
فهرست ارگان‌های اصلی ایالت واشینگتن:
- اداره اکولوژی ایالت واشینگتن
- اداره تجارت ایالت واشینگتن
- اداره کار و صنایع ایالت واشینگتن
- اداره دفاع ایالت واشینگتن
- اداره منابع طبیعی ایالت واشینگتن
- ادراه ایالتی راه و ترابری واشینگن
- اداره کشاورزی ایالت واشینگتن
- اداره اصلاحات ایالت واشینگتن
- اداره ماهی و حیات وحش ایالت واشینگتن
- اداره باستان شناسی و حفاظت تاریخی ایالت واشینگتن